# Thalassoma lutescens
Thalassoma lutescens là một loài cá biển thuộc chi Thalassoma trong họ Cá bàng chài. Loài này được mô tả lần đầu tiên vào năm 1839.

## Từ nguyên
Từ định danh của loài cá này, lutescens, trong tiếng Latinh có nghĩa là "màu vàng", hàm ý đề cập đến màu vàng pha xanh lục trên cơ thể cá cái.

## Phạm vi phân bố và môi trường sống
T. lutescens có phạm vi phân bố rộng rãi trên khắp Ấn Độ Dương - Thái Bình Dương.
Ở Ấn Độ Dương, T. lutescens được ghi nhận dọc theo bờ biển Oman và Yemen, trải dài đến Bắc Somalia, bao gồm Seychelles; từ bờ biển Nam Ấn Độ và Sri Lanka, trải dài về phía đông đến quần đảo Mergui; phía nam đến đảo Giáng Sinh và quần đảo Cocos (Keeling), xa hơn nữa là đến bờ biển bang Tây Úc.
Ở Thái Bình Dương, T. lutescens được ghi nhận dọc theo bờ biển miền trung Việt Nam trở vào nam và quần đảo Trường Sa; quần đảo Sunda Nhỏ và Tây Papua (Indonesia); từ Philippines ngược lên phía bắc đến đảo Đài Loan và Nam Nhật Bản; ở phía đông, T. lutescens xuất hiện trên vùng biển bao quanh các đảo quốc và quần đảo thuộc châu Đại Dương (bao gồm cả quần đảo Hawaii); xa nhất ở phía nam là đến Bắc New Zealand, bao gồm cả quần đảo Kermadec.
T. lutescens sống gần các rạn san hô viền bờ cũng như trong các đầm phá, trên nền đáy cát và đá sỏi ở độ sâu đến 30 m.

## Mô tả
T. lutescens có chiều dài cơ thể tối đa được ghi nhận là 30 cm. Cũng như những loài cùng chi, T. lutescens là một loài lưỡng tính tiền nữ (protogynous hermaphrodite). Cá đực của loài này có hình thái khá giống với Thalassoma lunare. Đuôi hơi bo tròn ở cá con và lõm dần với hai thùy dài ở cá đực trưởng thành.
Cá con có lưng màu xanh lục (hơi sẫm nâu) với một dải sọc ngang màu đen ở mỗi bên thân; thân dưới và bụng trắng với sọc vàng trên bụng. Cá cái có màu vàng lục với các vạch đứng màu đỏ nhạt ở hai bên thân. Đầu có các dải vệt màu cam. Cá đực trưởng thành có một dải màu xanh lam ngay sau đầu, chuyển thành màu xanh lục ở phần thân còn lại; đầu có màu hồng tím với các vệt cong màu xanh lục. Cá đực có vây ngực vàng với một dải lam thẫm cận rìa. Hai thùy đuôi màu đỏ cam.
Cá đực của T. lutescens khác với T. lunare ở chỗ, vây ngực có màu vàng với vệt màu lam, trong khi T. lunare có vây ngực màu xanh lam với vệt tía ở giữa vây.
Số gai ở vây lưng: 8; Số tia vây ở vây lưng: 13 - 14; Số gai ở vây hậu môn: 3; Số tia vây ở vây hậu môn: 11; Số tia vây ở vây ngực: 15 - 17.

## Sinh thái và hành vi
Thức ăn của là các loài thủy sinh không xương sống, chủ yếu là động vật có vỏ, cùng với giun nhiều tơ, sao biển và cả trứng cá. T. lutescens sinh sản theo nhóm lớn như hầu hết những loài Thalassoma khác. Bên cạnh đó, nhiều cá thể lai giữa T. lutescens và Thalassoma duperrey đã được ghi nhận tại vùng biển Hawaii và đảo Johnston.
Loài này được xem là một loại cá cảnh, và được bán với giá khá đắt.

### Trích dẫn
- John E. Randall; Phillip S. Lobel; E. H. Chave (1985). "Annotated checklist of the fishes of Johnston Island" (PDF). Pacific Science. Quyển 39 số 1. tr. 24–80.[liên kết hỏng]
- John E. Randall; Gerald R. Allen (2004). "Gomphosus varius × Thalassoma lunare, a hybrid labrid fish from Australia" (PDF). aqua, Journal of Ichthyology and Aquatic Biology. Quyển 8 số 3. tr. 135–139.[liên kết hỏng]